# Gedser Vandtårn
Gedser Vandtårn er et 18,5 m højt tidligere vandtårn i Gedser på Falsters sydspids. Det var i drift 1912-66, men blev senere et turistmål som udsigtstårn.

## Historie
Vandværket havde ca. 150 andelshavere, da tårnet blev opført i 1912. Det er bygget af jernbeton og havde en kapacitet på 46 m³ vand. Det blev tegnet af arkitekt Alf Jørgensen, som har tegnet flere markante vandtårne på Lolland-Falster. Det er ottekantet og skråner lidt indad mod toppen.
Tårnet leverede kun vand til Gedser By, men i 1966 dannede man sammen med Gedesby Sydfalsters Vandværker og opførte et nyt vandværk.

## Seværdighed
Tårnet ejes af bevaringsforeningen Vandtårnets Venner, der i 1994 købte det for 1 krone for at bevare det som lokalhistorisk mindesmærke og renovere det. Der er åbent hver dag i sommermånederne, hvor der også hver tirsdag afholdes loppemarked og er aftenåbent, så man kan se solnedgangen over Østersøen. Med kikkert kan man fra tårnet se sælerne på Rødsand samt de højeste bygninger i Rostock og Warnemünde. Tårnet er også vært for skiftende udstillinger. Det har haft ca. 4.000 besøgende om året.